# Gestapo
Gestapo là tên gọi tắt của Geheime Staatspolizei, là Lực lượng Cảnh sát Bí mật (hoặc Mật vụ) của tổ chức SS do Đức Quốc xã lập ra và ở châu Âu do Đức Quốc Xã chiếm đóng.

## Nhiệm vụ của Gestapo
Gestapo, giống như Hitler, cũng là luật. Tổ chức này khởi đầu được Hermann Göring với tư cách Thống đốc Bang Phổ thành lập vào năm 1933 cho Bang Phổ, là công cụ mà ông sử dụng để giam cầm và sát hại những đối thủ của chế độ Quốc xã. Khi Göring bổ nhiệm Heinrich Himmler làm chỉ huy phó Gestapo Phổ, lực lượng này bắt đầu mở rộng thành một nhánh của SS rồi nắm quyền sinh sát trên toàn nước Đức.
Nhiệm vụ chính của Gestapo là tình báo an ninh, nhưng cũng đảm trách thêm việc thành lập và điều hành trại tập trung. Đặc biệt, Gestapo phụ trách những nhân vật có tiếng tăm trong và ngoài nước như tướng lĩnh, cựu thủ tướng, cựu bộ trưởng... Gestapo thường thi hành nhiệm vụ theo dõi, giam giữ, tra tấn và – khi có lệnh của chính Adolf Hitler hoặc chỉ huy trưởng SS Heinrich Himmler – thủ tiêu những người này.
Các chỉ huy trưởng Gestapo là Rudolf Diels (1933-1934), Hermann Göring (1934-1936), Đại tướng SS Reinhard Heydrich (1936-1939), và Đại tướng SS Heinrich Müller (1939-1945).
Một số vụ việc có sự can thiệp của Gestapo được trình bày dưới đây.

## Vụ cháy Toà nhà Nghị viện
Vào buổi tối 27/2/1933, tòa nhà Nghị viện bị cháy. Chỉ huy trưởng Gestapo Rudolf Diels viết ra trong một tờ cung khai rằng "Göring đã biết chính xác đám cháy bộc phát như thế nào" và ra lệnh cho anh ta "trước khi đám cháy xảy ra, phải chuẩn bị một danh sách những người sẽ bắt giữ lập tức."
Lợi dụng biến cố này, một ngày sau vụ cháy, Hitler yêu cầu Tổng thống Ludwig von Hindenburg ký "Nghị định cho việc Bảo vệ Nhân dân và Nhà nước" đình chỉ bảy mục trong Hiến pháp đảm bảo quyền tự do cá nhân. Theo tinh thần Nghị định này:
Hạn chế tự do cá nhân, quyền tự do phát biểu ý kiến, kể cả quyền tự do báo chí; quyền tụ tập và lập hiệp hội; và những sự vi phạm tính riêng tư của thư tín, điện tín và điện thoại; và giấy phép lục soát nhà, lệnh tịch thu cũng như hạn chế về tài sản, cũng được cho phép vượt quá những quy định khác.
Thêm nữa, Nghị định còn cho phép chính phủ của Hitler hành xử mọi quyền hạn của các bang khi cần thiết, và áp dụng hình phạt tử hình cho một số tội phạm, kể cả "làm mất trật tự trị an một cách nghiêm trọng" do người có vũ trang.

## Thanh trừng đẫm máu
Đầu năm 1934, trong nội bộ Đảng Quốc xã nổi lên một cuộc tranh giành quyền lực mới không khoan nhượng. Göring và Himmler cùng liên kết với nhau để chống lại Ernst Röhm, là Tham mưu trưởng Lực lượng SA.
Không bao giờ người ta biết chính xác bao nhiêu người bị sát hại. Hitler thông báo có 61 người bị bắn, kể cả 19 "lãnh đạo SA cấp cao," thêm 13 người chết vì "chống lại lệnh bắt giữ: và 3 người "tự tử" – tổng cộng 77 người. Di dân ở Paris xuất bản một quyển sách cho biết có 401 người bị giết, nhưng chỉ có thể kể tên 116 người. Trong phiên tòa năm 1957, con số được đưa ra là "hơn 1000."
Cần đề cập một vụ giết người nhầm lẫn. Buổi tối 30/6/1934, Tiến sĩ Willi Schmid, nhà phê bình âm nhạc nổi tiếng, đang chơi nhạc trong nhà trong khi bà vợ đang nấu ăn và ba đứa con đang chơi đùa. Chuông cửa vang lên, bốn nhân viên SS xuất hiện và bắt ông đi mà không giải thích gì cả. Bốn ngày sau, xác của ông được trả về trong một quan tài với lệnh của Gestapo là không được mở ra trong bất cứ trường hợp nào. Tiến sĩ Willi Schmid chưa bao giờ tham gia chính trị. Có lẽ SS nhầm ông với Willi Schmidt, chỉ huy SA ở địa phương, cùng lúc bị một toán SS khác sát hại. Kate Eva Hoerlin, vợ của Willi Schmid, kể lại vụ việc trong một tờ khai được tuyên thệ nộp năm 1945 ở Mỹ. Bà đã nhập quốc tịch Mỹ năm 1944. Để che đậy tính dã man, Rudolf Heß đích thân đến thăm bà, ngỏ ý xin lỗi về sự "nhầm lẫn" và giúp tìm cho một khoản tiền về hưu từ chính phủ Đức. Tờ khai của bà được trình ra trước Tòa án Nürnberg.

## Công cụ đàn áp tôn giáo
Ngày 1/7/1937, Mục sư Friedrich Niemöller bị bắt giam rồi ngày 2/3/1938 bị đưa ra trước "Tòa án Đặc biệt" do Quốc xã thiết lập nhằm xét xử tội chống lại Nhà nước. Ông bị phạt 2.000 Mác Đức và 7 tháng tù vì tội "lạm dụng bục giảng" và giữ tiền giáo dân đóng góp trong nhà thờ của ông. Vì đã bị giam hơn 7 tháng, tòa án truyền trả tự do cho ông, nhưng Gestapo bắt giữ ông ngay khi ông bước ra khỏi tòa án. Ông được "canh giữ bảo vệ" cho đến khi quân Đồng minh tiến vào giải thoát.

## Đứng trên luật
Hitler, và đôi khi Göring, có quyền hủy bỏ phiên xử. Trong số hồ sơ đưa ra ở Nürnberg, có trường hợp Bộ trưởng Tư pháp đề xuất mạnh mẽ khởi tố một nhân viên Gestapo cấp cao và một nhóm binh sĩ SA vì có chứng cứ rõ ràng là họ phạm tội tra tấn người bị giam trong trại tập trung. Hitler ra lệnh hủy bỏ việc khởi tố.

## Dàn cảnh ám hại Tư lệnh Lục quân
Himmler tạo ra một cách dàn cảnh ám hại nhân vật cao cấp của quân đội khiến người ta khó tin lại xảy ra ngay cả trong thế giới bạo lực của SS và Quốc xã. Ngày 25/1/1938, Himmler trình ra một hồ sơ cho thấy Đại tướng Tư lệnh Lục quân Werner von Fritsch phạm tội đồng tính luyến ái chiếu theo Điều 175 của luật hình sự Đức, và rằng ông đã chi trả cho một cựu tù nhân tống tiền ông từ năm 1935 để làm êm thấm vụ việc. Các chứng cứ của Gestapo xem dường rõ ràng đến nỗi Hitler tin vào lời cáo buộc.
Đại tá Hossback, tùy viên của Hitler, có mặt khi hồ sơ của Gestapo được trình ra, cũng cảm thấy bàng hoàng. Dù Hitler đã cấm tiết lộ vụ việc, Hossback vẫn vội đến tìm Fritsch để báo tin. Nhà quý tộc Phổ Fritsch ít nói cảm thấy sửng sốt khi nhận được tin từ Hossback, thốt lên: "Sự bịa đặt thối tha!" Khi bình tĩnh lại, ông trấn an sĩ quan đàn em với lời nói danh dự là những cáo giác đều là vô căn cứ. Sáng sớm hôm sau, không còn biết sợ hậu quả, Hossbach nói với Hitler về việc đi gặp Fritsch, báo cáo lời phủ nhận của vị tướng, và khẩn cầu Hitler cho Fritsch cơ hội để giải trình và tự mình chối bỏ tội trạng.
Hitler đồng ý, và Fritsch được triệu đến Phủ Thủ tướng vào buổi tối cùng ngày. Ông kinh qua hoàn cảnh mà chương trình đào tạo cho giới quý tộc và sĩ quan đã không chuẩn bị cho ông đối phó. Buổi họp diễn ra trong phòng đọc sách của Thủ tướng, lần này cả Himmler và Göring đều có mặt. Sau khi Hitler đã tóm tắt các cáo giác, Fritsch lấy danh dự của một sĩ quan quân đội mà nói rằng những cáo giác ấy đều là không đúng. Nhưng lời khẳng định như thế không còn có giá trị trong Đế chế thứ Ba. Bây giờ Himmler – người đã chờ đợi 3 năm cho cơ hội này – đưa một người có vẻ suy đồi, lê bước đi ra từ cánh cửa bên. Anh ta hẳn là người lạ kỳ nhất, nếu không nói là người mang tai tiếng nhất, từng được đưa vào văn phòng của Thủ tướng nước Đức. Tên anh này là Hans Schmidt, có nhiều tiền án bắt đầu từ thời gian được đưa vào trại cải tạo cho thiếu niên. điểm yếu chủ yếu của anh ta là rình rập người đồng tính luyến ái rồi tống tiền họ. Bây giờ anh ta khai nhận ra Tướng von Fritsch là sĩ quan quân đội mà anh ta bắt gặp, trong một con hẻm tối tăm gần nhà ga Potsdam ở Berlin, có hành vi đồng tính luyến ái với một người trong giới giang hồ có bí danh "Joe Bayern". Schmidt khai với ba nhân vật có quyền lực nhất nước Đức rằng vị sĩ quan này đã trả tiền cho anh ta giữ kín vụ việc, và việc chi trả chỉ ngưng khi anh ta bị tống vào ngục.
Tướng Freiherr von Fritsch cảm thấy bị sỉ nhục quá mức đến nỗi không trả lời được. Cảnh tượng vị nguyên thủ quốc gia đưa ra một nhân vật ô danh như thế ở nơi chốn như thế với mục đích như thế đối với ông là quá sức chịu đựng. Khi ông không tự biện hộ, Hitler càng tin là ông có tội và yêu cầu ông từ chức. Fritsch từ chối, thay vào đấy yêu cầu được ra tòa án danh dự của quân đội. Nhưng Hitler không muốn giao vụ việc cho quân đội xử lý. Đây là cơ hội trời cho mà ông không bỏ qua, để dập tắt mọi chống đối của tướng lĩnh nào không muốn cúi đầu theo ý nguyện của ông. Thế là Hitler ra lệnh cho Fritsch nghỉ phép vô thời hạn, đồng nghĩa với việc ngưng chức Tư lệnh Lục quân. Ngày kế, Hitler tham khảo với Tướng Wilhelm Keitel (Tham mưu trưởng Bộ Tổng tham mưu Quân lực) để tìm người thay thế cả Thống chế Werner von Blomberg (Bộ trưởng Chiến tranh kiêm Tổng Tham mưu trưởng Quân lực) lẫn Fritsch, và cải tổ toàn bộ cơ cấu của quân đội.
Một cuộc điều tra sơ khởi của Quân đội phối hợp với Bộ Tư pháp cho thấy Tướng von Fritsch là nạn nhân vô tội do Gestapo dàn cảnh dưới sự chỉ đạo của Himmler. Kết quả điều tra cho thấy Schmidt đúng là đã bắt gặp một sĩ quan Quân đội có hành vi bất bình thường trong bóng tối của nhà ga Potsdam và đã tống tiền ông này trong nhiều năm. Nhưng ông này mang tên không phải Fritsch mà là Frisch, một sĩ quan kỵ binh bệnh hoạn đã về hưu, có tên trong sổ sách của Quân đội là Rittmeister von Frisch. Điều này thì Gestapo đã biết, nhưng họ đã bắt giữ Schmidt và dọa giết anh này nếu anh ta không chịu tố cáo vị Tư lệnh Lục quân. Rittmeister cũng bị bắt giữ để không cho khai báo, nhưng rốt cuộc Quân đội đã giành được hai người này và giữ họ ở nơi an toàn để họ có thể cung khai trước tòa án.
Phiên xử Tướng von Fritsch nhóm họp ngày 17/3/1938. Sau khi Göring đóng vai thẩm phán công bằng nhất, nhân chứng Schmidt nhìn nhận rằng Gestapo đã dọa lấy mạng sống anh ta trừ khi anh tố cáo Tướng von Fritsch, và hai cái tên gần giống nhau: Fritsch (của vị tướng đương nhiệm) và Frisch (của người sĩ quan về hưu) dẫn đến việc dàn cảnh. Fritsch và Quân đội không làm gì để làm rõ vai trò thực sự của Gestapo, cũng như làm rõ tội trạng cá nhân của Himmler và Heydrich trong việc tạo dựng lời cáo gian. Qua ngày 18/3, phiên tòa kết luận với phán quyết là bị cáo vô tội.
Cá nhân Tướng von Fritsch được minh oan, nhưng ông không được phục hồi chức vụ. Vì là phiên tòa xử kín, công chúng không biết gì cả về vụ việc. Ngày 25/1, Hitler gửi một bức điện tín chúc mừng Fritsch đã "hồi phục sức khỏe." Chỉ có thế.

## Giam giữ tù nhân nổi tiếng
Gestapo phụ trách giam giữ một số từ nhân nổi tiếng, kể cả Tiến sĩ Kurt Schuschnigg (cựu Thủ tướng Áo, vào tù khi Đức sáp nhập Áo), tiến sĩ Hjalmar Schacht (hai lần là cựu Thống đốc Ngân hàng Quốc gia Đức), Léon Blum (cựu Thủ tướng Pháp) cùng với vợ, Thượng tướng Alexander von Falkenhausen (cựu chỉ huy quân quản Bỉ và bắc Pháp, tham gia nhóm chống Hitler), Mục sư Friedrich Niemöller (hoạt động chống Hitler, được tòa án tha bổng nhưng vẫn bị Gestapo giam giữ vô thời hạn), Hoàng thân Philip Xứ Hesse....
Ngày 12 tháng 3 năm 1938, Đức xua quân tiến vào Áo và tuyên bố sáp nhập Áo vào Đức. Thủ tướng Áo là tiến sĩ Schuschnigg bị đối xử một cách hèn hạ đến nỗi khó mà tin rằng đấy không phải là do lệnh của chính Hitler. Ông bị giam lỏng ở nhà trong thời gian từ 12/3 đến 28/5, và Gestapo làm đủ mọi cách để ông không ngủ được. Kế đến, ông bị mang đến tổng hành dinh Gestapo trong Khách sạn Metropole ở Viên, nơi ông bị giam trong một căn phòng nhỏ trong 7 tháng kế tiếp. Với một chiếc khăn tắm được phân phát để sử dụng cá nhân, ông bị bắt phải lau chùi nhà ngủ, bồn rửa mặt, nhà vệ sinh của bảo vệ SS và những công việc chân tay thấp kém khác mà Gestapo có thể nghĩ ra. Ngày 11/2, đúng một năm sau khi ông bị mất chức, ông sụt đi 25 kg nhưng bác sĩ vẫn báo cáo ông có sức khỏe rất tốt. Những năm bị giam cô lập và kế tiếp cuộc sống "giữa những người chết" trong những trại tập trung.
Ngay sau khi bị bắt, ông được phép kết hôn bằng cách ủy quyền với nguyên Nữ Bá tước Vera Czernin, và trong những năm cuối của Thế chiến II, bà được phép sống cùng ông trong trại tập trung cùng đứa con sinh năm 1941. Làm thế nào họ sống sót được trong cảnh giam cầm là một phép lạ. Cùng sống sót với họ là một số nạn nhân nổi tiếng kể trên.
Ngày 1/5/1945, một nhóm tù nhân gồm những nhân vật nổi tiếng như thế, được vội vã mang ra khỏi Dachau và đưa về miền nam để tránh quân đội Mỹ đến giải thoát. Họ đến một ngôi làng nằm cao trên dãy núi ở miền nam Tyrol. Gestapo cho Schuschnigg xem bản danh sách những người mà, theo lệnh của Himmler, sẽ bị xử tử để không cho rơi vào tay Đồng Minh. Schuschnigg thấy tên của ông và của vợ ông. Tinh thần ông trĩu nặng, Schuschnigg đã sống sót sau một thời gian dài như thế này – và rồi bị xử tử vào phút cuối.
Tuy nhiên, ngày 4/5, Schuschnigg ghi trong nhật ký:
Vào lúc 2 giờ chiều nay, còi báo động! Quân Mỹ!
Một toán binh sĩ Mỹ chiếm lấy khách sạn.
Chúng ta được tự do!

## Đàn áp phong trào chống đối của sinh viên
Vào đầu năm 1943, có một sự nổi dậy tự phát trên nước Đức mà dù có tầm mức nhỏ, đã giúp vực dậy tinh thần của nhóm chống đối Hitler. Vụ việc cũng cho thấy lời cảnh cáo Quốc xã tàn bạo đến mức nào khi dập tắt dấu hiệu chống đối nhỏ nhất.
Sinh viên đại học ở Đức nằm trong số những người Quốc xã cuồng tín nhất ở đầu thập kỷ 1930. Nhưng mười năm sống dưới chế độ của Hitler đã làm tan vỡ ảo mộng, càng nặng nề thêm do Đức đã không thể thắng cuộc chiến. Nằm trong thành phố vốn là cái nôi của chủ nghĩa Quốc xã, Đại học München (Munich) trở thành trung tâm chống đối của sinh viên. Hai sinh viên cầm đầu là Hans Scholl, 25 tuổi đang học y khoa, và cô em Sophie 21 tuổi đang học môn sinh học. Thầy đỡ đầu của họ là Kurt Huber, giáo sư triết học. Họ đã thực hiện việc tuyên truyền chống Quốc xã ở những đại học khác, và cũng liên lạc với nhóm âm mưu ở Berlin.
Một ngày vào tháng 3/1943, Xứ ủy Paul Giesler của Bang Bayern, đã được Gestapo thông báo về hoạt động của nhóm sinh viên, tụ họp sinh viên đến và cho biết những sinh viên nam thiếu sức khỏe – người đủ sức khỏe đã vào Quân đội – phải làm việc gì đấy hữu ích hơn cho cuộc chiến, và với lời lẽ dâm đãng khuyên sinh viên nữ mỗi năm nên đẻ một đứa con để phục vụ Tổ quốc. Ông thêm: "Nếu cô nào không đủ hấp dẫn để kiếm được bạn tình, tôi sẽ cử những trợ lý của tôi... và tôi có thể cam đoan cô ấy sẽ có một kinh nghiệm hoàn toàn vui thú."
Viên Xứ ủy đã khét tiếng vì hay có lời lẽ tiếu lâm, nhưng sinh viên không thể chịu được cách nói thô bỉ này. Họ la ó đòi ông bước xuống và đẩy ra khỏi phòng những binh sĩ Gestapo-SS đến để bảo vệ ông. Buổi chiều ngày ấy có thêm những cuộc biểu tình của sinh viên chống Quốc xã trên đường phố München – lần đầu tiên xảy ra trên Đế chế thứ Ba. Bây giờ, các sinh viên dưới sự dẫn dắt của hai anh em nhà Scholl, bắt đầu phân phát truyền đơn kêu gọi giới trẻ Đức vùng lên. Ngày 19/2, một giám thị trông thấy Hans và Sophie Scholl tung truyền đơn từ lan can của tòa nhà đại học, bèn báo cho Gestapo.
Số phận hai người bị định đoạt một cách nhanh chóng và dã man. Họ bị đưa ra trước Tòa án Nhân dân do Roland Freisler chủ trì. Ông này có lẽ là đảng viên Quốc xã khát máu nhất sau Heydrich. Hai sinh viên bị kết tội phản quốc và nhận án tử hình. Sophie Stroll bị hành hạ nặng nề trong quá trình Gestapo điều tra đến nỗi cô xuất hiện trước tòa với một chân bị gãy. Nhưng tinh thần cô vẫn bất khuất. Khi Freisler mắng mỏ cô một cách hung bạo, cô chỉ điềm tĩnh trả lời: "Ông cũng như chúng tôi đều biết là ta đã thua trận. Tại sao ông hèn nhát đến nỗi không dám thú nhận điều này?"
Cô đi khập khiễng đến giàn treo cổ với thái độ rất dũng cảm, cũng như người anh. Vài ngày sau, Giáo sư Huber cùng một số sinh viên khác bị xử tử.

## Đàn áp nhóm chống đối Hitler
Sau vụ Đại tá Klaus von Stauffenberg ám sát hụt Hitler ngày 20/7/1944, theo một nguồn tin, có khoảng 4.980 người bị hành quyết. Gestapo liệt kê 7.000 người bị bắt.
Những nhân vật cấp cao bị hành quyết gồm có Tướng Fritz Lindemann (Cục trưởng Quân cụ), Đại tá Georg von Boeselager (thuộc Tập đoàn quân Trung tâm), Mục sư Dietrich Bonhoeffer (đã đi Thụy Điển tiếp xúc với Giám mục địa phận Chichester), Đại tá Georg Hansen của Quân báo, Bá tước von Helldorf (chỉ huy trưởng cảnh sát Berlin), Đại tá von Hofacker (thuộc tổng hành dinh của Stülpnagel tại Paris), Tiến sĩ Jens Peter Jessen (giáo sư kinh tế học tại Đại học Berlin), Otto Kiep (thuộc Bộ Ngoại giao), Wilhelm Leuschner (đại diện nghiệp đoàn), Artur Nebe (chỉ huy cảnh sát hình sự), GS. Adolf Reichwein (cánh Xã hội chủ nghĩa), Bá tước Berthold von Stauffenberg (anh của Klau Stauffenberg), Tướng Thiele (Tổng cục trưởng Thông tin thuộc Bộ Tổng tham mưu) và Tướng von Thüngen (tham gia vụ ám sát Hitler ngày 20 tháng 7 năm 1944).

## Tóm thâu Quân báo
Từ lâu, Himmler đã có ý kèn cựa với Cục Quân báo của Bộ Tổng tham mưu Quân lực Đức và muốn thâu tóm hoạt động này của cục vào lực lượng SS, nên không ngừng theo đuổi mục đích này.
Vào mùa thu 1942, một doanh nhân ở München bị bắt vì đã mang lậu ngoại tệ vượt biên giới qua Thụy Sĩ. Ông này thật ra là một nhân viên Quân báo, nhưng khoản tiền ông mang là cho một nhóm người Do Thái tỵ nạn ở Thụy Sĩ. Đây là một trọng tội ở Đế chế thứ Ba cho dù can phạm là nhân viên Quân báo. Khi Đô đốc Wilhelm Franz Canaris không thể che chở cho ông, ông khai với Gestapo những gì mình biết trong nội tình Quân báo. Ông tố giác Hans von Dohnanyi, người cùng với Đại tá Hans Oster (phụ tá chính cho Đô đốc Canaris) tham gia nhóm âm mưu. Ông kể về hoạt động của Tiến sĩ Josef Mueller ở Vatican vào năm 1940 khi tiếp xúc với phía Anh thông qua Giáo hoàng. Ông tiết lộ Mục sư Dietrich Bonhoeffer đã dùng hộ chiếu giả do Quân báo cấp để đi đến Stockholm tiếp xúc với Giám mục địa phận Chichester của Anh. Ông cho vài chi tiết về những âm mưu của Oster nhằm loại trừ Hitler.
Sau những tháng điều tra, Gestapo ra tay. Dohnanyi, Mueller và Bonhoeffer bị bắt ngày 5/4/1943. Oster đã cố tiêu hủy những tài liệu có liên quan trước khi bị buộc phải từ chức và bị quản thúc tại gia ở Leipzig. Bonhoeffer, Dohnanyi và Oster bị SS hành quyết ngày 9/4/1945, không đầy một tháng trước khi Đức đầu hàng. Riêng Mueller là thoát chết.
Việc bắt giữ những nhân vật quan trọng là đòn nặng cho nhóm âm mưu chống Hitler. Oster đã là một trong những nhân vật chủ chốt từ năm 1938, còn Dohnanyi là người trợ lý đắc lực. Bonhoeffer theo Tin lành và Mueller theo Công giáo không những đã mang đến sức mạnh tâm linh cho phong trào mà còn nêu gương dũng cảm khi thực hiện những chuyến đi ra nước ngoài cũng như khi bị tra tấn mà không chịu cung khai ra đồng chí.
Nhưng nghiêm trọng nhất là với những người trong Quân báo bị lộ, nhóm âm mưu đã mất "lớp vỏ bọc" cùng phương tiện thông tin với nhau, với những tướng lĩnh lưỡng lự, với những bạn hữu ở phương Tây.
Trong vài tháng kế, nhân viên của Himmler còn phát hiện thêm nhiều tình tiết khiến cho Quân báo và Đô đốc Canaris bị đình chỉ hoạt động hẳn.
Một sự phát hiện là từ buổi tiệc trà của bà Solf diễn ra ngày 10/9/1943. Bà Anna Solf là quả phụ của cựu Bộ trưởng Thuộc địa trong triều đình Hoàng đế Wilhelm II, từ lâu đã cầm đầu một nhóm chống Quốc xã ở Berlin. Trong số khách đến dự bữa tiệc trà do bà tổ chức có một số nhân vật nổi danh, kể cả Nữ Bá tước Hanna von Bredow, cháu của Bismarck; Bá tước Albrecht von Bernstorff, cháu của đại sứ Đức tại Mỹ trong Thế chiến I; Mục sư dòng Tên nổi danh Erxleben; Otto Kiep, nhân viên cao cấp Bộ Ngoại giao, cựu tổng lãnh sự Đức tại New York; và Elisabeth von Thadden, hiệu trưởng một trường nữ có tiếng tăm.
Bà von Thadden đã dẫn đến bữa tiệc trà một bác sĩ trẻ người Thụy Sĩ tên Reckse, dễ gây cảm tình, đang hành nghề tại Bệnh viện Charité ở Berlin. Giống như phần đông người Thụy Sĩ khác, Bác sĩ Reckse bày tỏ tư tưởng chống Quốc xã, và nhiều người trong bữa tiệc trà hưởng ứng. Trước khi buổi tiệc trà kết thúc, Reckse đã tỏ ý tình nguyện mang bất kỳ thư nào mà bà Solf hoặc khách mời muốn gửi cho bạn bè của họ ở Thụy Sĩ – di dân Đức chống Quốc xã và nhân viên ngoại giao Anh-Mỹ. Một số người chấp nhận sự giúp đỡ này.
Không may cho họ, Bác sĩ Reckse là nhân viên của Gestapo, nên ông này trao lại các bức thư nhờ chuyển cùng một báo cáo về bữa tiệc trà cho Gestapo.
Bá tước von Moltke biết được tin này qua một người bạn ở Bộ Hàng không đã ghi âm một số cuộc gọi điện thoại giữa Reckse và Gestapo. Moltke vội thông báo cho Kiep, và Kiep báo lại cho cả nhóm của Solf. Nhưng Himmler đã nắm được bằng cớ. Ông chờ trong 4 tháng rồi mới ra tay, có lẽ vì muốn truy ra thêm những người khác. Ngày 12/9, tất cả những người hiện diện trong bữa tiệc trà bị bắt, xét xử rồi chịu tử hình, ngoại trừ bà Solf và con gái Ballestrem. Hai người bị đưa vào trại tập trung và thoát cái chết một cách kỳ lạ. Có vẻ như Himmler truy ra được những người khác: khoảng 70 người bị bắt vì hành động của Reckse.
Bá tước von Moltke bị bắt do dính dáng đến Kiep. Nhưng đấy không chỉ là hệ lụy duy nhất từ Kiep. Vụ việc còn lan xa và cuối cùng khiến cho Cục Quân báo bị xóa sổ, và Himmler đoạt lấy chức năng tình báo quân đội.
Trong số những người bạn thân chống Quốc xã của Kiep có Erich Vermehren và người vợ xinh đẹp, nguyên là Nữ Bá tước Elisabeth von Plettenberg. Cũng như nhiều người khác chống lại chế độ, cả hai gia nhập Quân báo và được cử đi Istanbul. Gestapo gọi họ về Berlin để điều tra trường hợp của Kiep. Biết trước số phận sẽ ra sao, cả hai từ chối trở về, liên lạc với tình báo Anh và được đưa đến Anh.
Đức nghi ngờ hai vợ chồng bị bắt cóc với mọi mật mã của Quân báo rồi trao mật mã cho phía Anh – nhưng sau này thấy không đúng. Hitler không thể chịu được nữa, và càng thêm nghi kỵ Canaris. Ngày 18/2/1944, ông ra lệnh giải tán Cục Quân báo và giao cho cơ quan RSHA đảm nhiệm công tác tình báo. Đây là thắng lợi lớn cho Himmler, vốn từ lâu đã hiềm khích với Quân đội đặc biệt là vụ cáo giác Tướng von Frisch năm 1938. Đây cũng là sự mất mát thông tin tình báo cho Quân đội, củng cố thanh thế của Himmler đối với các tướng lĩnh.

## Thủ tiêu Canaris
Trong nhiều năm, bức màn bí ẩn bao trùm trường hợp của Đô đốc Canaris, Cựu Giám đốc Quân báo, đã giúp đỡ nhiều cho nhóm âm mưu chống đối Hitler nhưng không trực tiếp can dự vào vụ ám sát Hitler ngày 20/7/1944. Ông bị bắt, Tòa án Danh dự Quân sự do Tướng Keitel chủ trì trong một cử chỉ tử tế hiếm hoi cố ngăn chặn việc đưa ông ra xử trước Tòa án Nhân dân. Giận dữ vì sự trì hoãn, Hitler ra lệnh một tòa án SS xét xử ông. Quy trình này cũng chậm chạp, nhưng rốt cuộc Canaris cùng với Đại tá cựu trợ lý Oster và 4 người khác bị đem ra xét xử ngày 9/4/1945 – không đầy một tháng trước khi chiến tranh chấm dứt – rồi nhận án tử hình. Nhưng lúc ấy không ai biết rõ Canaris có bị hành quyết hay không. Phải mất 10 năm sự thật mới sáng tỏ.
Năm 1955, khi viên công tố Gestapo trong phiên tòa xử Canaris bị mang ra xét xử, một số lớn nhân chứng khai họ đã thấy Canaris bị treo cổ ngày 9 tháng 4 năm 1945. Một nhân chứng, đại tá Lunding người Na Uy, khai đã thấy Canaris bị lôi trần truồng từ nhà giam ra giàn xử án. Oster bị xử tử cùng lúc.

## Số phận của các lãnh đạo Gestapo
Rudolf Diels là mục tiêu trong vụ thanh trừng đẫm máu kể trên vì Quốc xã muốn giết người bịt miệng sau vụ dàn cảnh đốt Tòa nhà Nghị viện, nhưng ông trốn thoát được. Sau chiến tranh, ông không bị truy tố vì chỉ làm chỉ huy trưởng Gestapo trong thời gian ngắn lúc đầu lúc Gestapo chưa phạm tội ác chiến tranh. Nhưng ông được Tòa án Nürnberg gọi ra làm nhân chứng trong các phiên xử.
Hermann Göring bị Tòa án Nürnberg tuyên án tử hình. Hai tiếng đồng hồ trước khi đến lượt bị thi hành án bằng cách treo cổ, Göring nuốt thuốc độc trước đấy đã được lén đưa vào nhà tù.
Reinhard Heydrich bị quân kháng chiến Tiệp Khắc sát hại năm 1942.
Heinrich Müller có lẽ là người mang tội nhiều nhất vì giữ vai trò quan trọng trong việc thủ tiêu người Do Thái và chỉ huy việc truy lùng nhóm âm mưu ám sát Hitler. Ông mất tung tích sau khi Hitler tự sát ngày 30 tháng 4 năm 1945.